# Mancomunitat de Municipis Baix Segura
La Mancomunitat de Municipis Baix Segura és una mancomunitat de municipis de la comarca del mateix nom. Aglomera 13 municipis i 52.703 habitants, en una extensió de 265 km². Actualment (2007) la mancomunitat és presidida per Rosa M. Sánchez Beitia, del PSPV-PSOE i regidora de l'ajuntament de Catral. Les seues competències són únicament en matèria de serveis socials.
Els pobles que formen la mancomunitat són:
- Algorfa
- Benejússer
- Bigastre
- Catral
- Dolors
- Xacarella
- Rafal
- Redovà
- Sant Fulgenci
- Sant Miquel de les Salines
- Pilar de la Foradada
- els Montesinos
- Sant Isidre